# منتخب إنجلترا لكرة الشبكة
منتخب إنجلترا الوطني لكرة الشبكة (بالإنجليزية: England national netball team)‏ هو ممثل المملكة المتحدة الرسمي في المنافسات الدولية في كرة شبكة في فئة رياضة نسوية.